# Maureen Connolly
Maureen Catherine Connolly-Brinker (San Diego, 17 september 1934 – Dallas, 21 juni 1969) was een Amerikaans tennisspeelster.

## Biografie
Connolly's grootste resultaat was het winnen van de Grand slam, alle vier de grandslamtoernooien in 1953, als eerste vrouwelijke tennisser. Ze bereikte dit met slechts één verloren set in alle vier toernooien. Op Roland Garros 1954 won zij alle drie titels: in het enkelspel, in het damesdubbelspel met Nell Hall-Hopman en in het gemengd dubbelspel met Lew Hoad.
In vier opeenvolgende jaren (1951–1954) nam Connolly deel aan het Amerikaanse Wightman Cup-team. Daarbij won zij al haar partijen, zowel in het enkelspel (7) als in het dubbelspel (2).
Op 20 juli 1954 kreeg ze tijdens een rondje paardrijden een ongeluk met een vrachtwagen, waardoor haar rechterbeen werd verbrijzeld. Hierdoor werd haar tenniscarrière op negentienjarige leeftijd abrupt beëindigd. Twaalf jaar later, in 1966, werd bij haar kanker gediagnosticeerd. Na een lange strijd tegen de ziekte overleed ze op 34-jarige leeftijd in Dallas.
In 1987 werd Connolly opgenomen in de internationale Tennis Hall of Fame.
Er is een Amerikaans tennistoernooi naar haar vernoemd, de Maureen Connolly Brinker Cup, een internationaal toernooi tussen de Verenigde Staten en Groot-Brittannië voor meisjes onder de 21.

## Resultaten grandslamtoernooien
| Legenda | Legenda                          |
| ------- | -------------------------------- |
| g.t.    | geen toernooi gehouden           |
| l.c.    | lagere categorie                 |
| –       | niet deelgenomen                 |
| G       | uitgeschakeld in de groepsfase   |
| 1R      | uitgeschakeld in de eerste ronde |
| 2R      | uitgeschakeld in de tweede ronde |
| 3R      | uitgeschakeld in de derde ronde  |
| 4R      | uitgeschakeld in de vierde ronde |
| KF      | uitgeschakeld in de kwartfinale  |
| HF      | uitgeschakeld in de halve finale |
| F       | de finale verloren               |
| W       | het toernooi gewonnen            |
| w-v     | winst/verlies-balans             |

### Enkelspel
| Toernooi        | 1951 | 1952 | 1953 | 1954 |
| --------------- | ---- | ---- | ---- | ---- |
| Australian Open | –    | –    | W    | –    |
| Roland Garros   | –    | –    | W    | W    |
| Wimbledon       | –    | W    | W    | W    |
| US Open         | W    | W    | W    | –    |

### Vrouwendubbelspel
| Toernooi        | 1952 | 1953 | 1954 |
| --------------- | ---- | ---- | ---- |
| Australian Open | –    | W    | –    |
| Roland Garros   | –    | F    | W    |
| Wimbledon       | F    | F    | –    |
| US Open         | F    | –    | –    |

### Gemengd dubbelspel
| Toernooi        | 1953 | 1954 |
| --------------- | ---- | ---- |
| Australian Open | F    | –    |
| Roland Garros   | F    | W    |
| Wimbledon       | –    | –    |
| US Open         | –    | –    |